# Wohra (Wohratal)
Wohra ist mit etwa 950 Einwohnern der nach Einwohnerzahl größte Ortsteil der Gemeinde Wohratal im hessischen Landkreis Marburg-Biedenkopf und gleichzeitig Verwaltungszentrum der Gemeinde.

## Geographie und Verkehr
Der Ort liegt etwa 18 km nordöstlich von Marburg und etwa 4 km südlich von Gemünden (Wohra) am gleichnamigen Fluss Wohra. Neben der Gemeindeverwaltung befinden sich im Ort eine Grundschule sowie ein Kindergarten in Trägerschaft der evangelischen Kirchengemeinde.
Verkehrsmäßig angeschlossen wird Wohra über die Landesstraßen 3073 und 3087. Der Ort war Haltepunkt an der Wohratalbahn, auf der der Personenverkehr 1972 eingestellt wurde.

## Geschichte

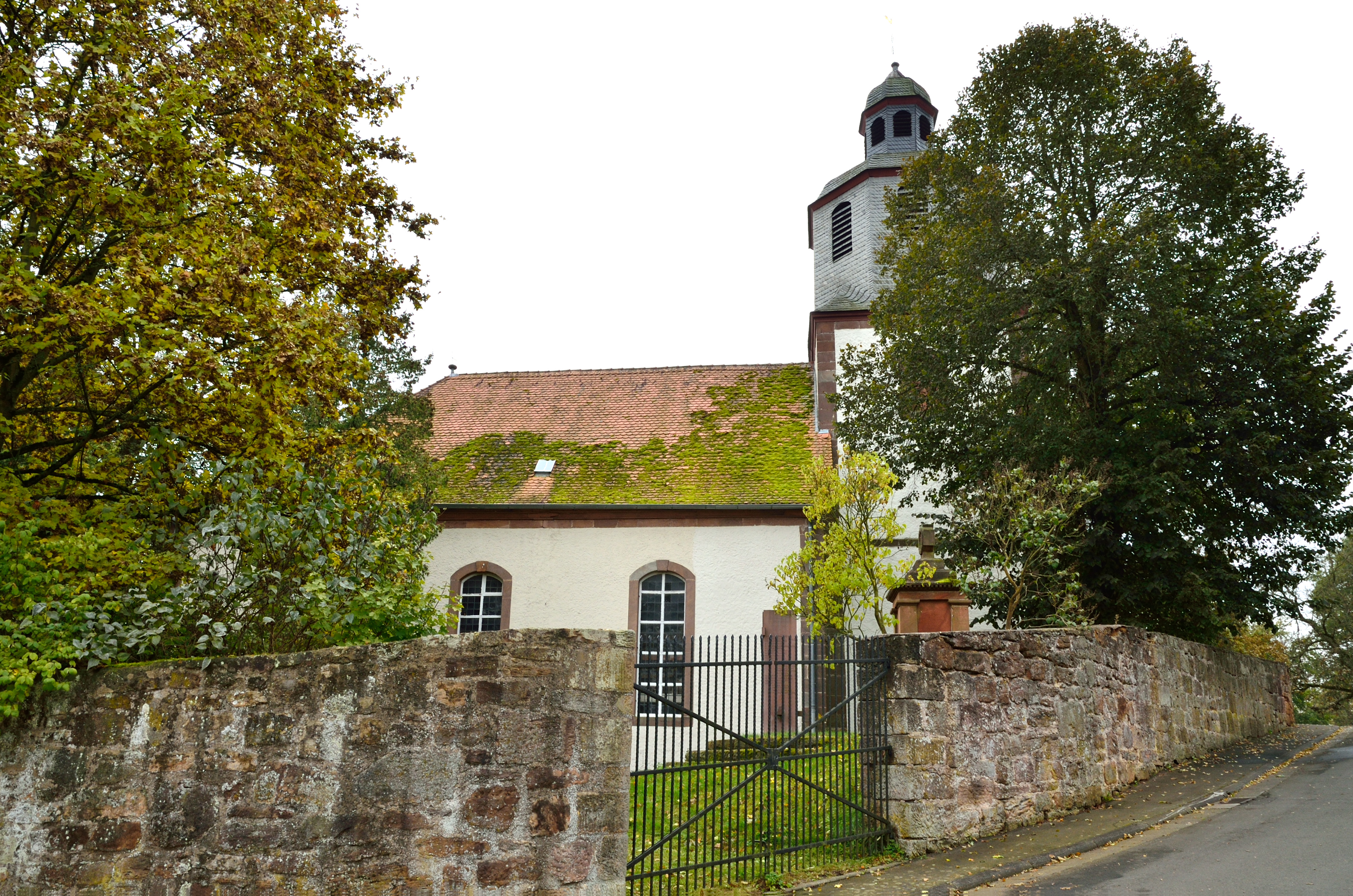
Michaeliskirche

Die erste bekannte Erwähnung Wohras erfolgte vor 775 unter dem Namen „Waraha“ im Urkundenbuch der Reichsabtei Hersfeld. Das Dorf kann damit eine über 1250-jährige Geschichte vorweisen und gehört zu den ältesten (nachgewiesenen) Orten der Region.
Die Michaeliskirche in Wohra wurde in ihrer heutigen Gestalt im Jahre 1782 erbaut. Die Vorgängerbauten lassen sich aber bis ins 8. Jahrhundert nachweisen. Darauf weist auch das Patrozinium des Erzengels Michael hin, welches neben dem Apostel Petrus typisch für die Zeit des Bonifatius ist. Die Kirche wurde damals als Wehrkirche errichtet. Davon übrig ist noch die Umfassungsmauer des Kirchhofes. Ältestes heute noch existierendes Gebäude ist der Turm der Michaeliskirche, welcher laut Wappeninschrift 1510 von den Landgrafen von Hessen in ihrer Funktion als Grafen von Ziegenhain im gotischen Stil errichtet wurde.

### Hessische Gebietsreform
Am 1. Juli 1970 wurde die Gemeinde Wohratal im Zuge der Gebietsreform in Hessen durch den freiwilligen Zusammenschluss der bisherigen selbstständigen Gemeinden Halsdorf und Wohra neu gebildet. Für alle ehemals eigenständigen Gemeinden von Wohratal wurden Ortsbezirke mit Ortsbeirat und Ortsvorsteher nach der Hessischen Gemeindeordnung gebildet.

### Bevölkerung

#### Einwohnerentwicklung
Quelle: Historisches Ortslexikon
| • 1502: | 16 Männer                                                 |
| • 1577: | 49 Hausgesesse                                            |
| • 1629: | 6 Dienste, 15 Einläuftige                                 |
| • 1681: | 27 hausgesessene Mannschaften                             |
| • 1747: | 50 Haushalte                                              |
| • 1838  | Familien: 94 nutzungsberechtigte Ortsbürger, 15 Beisassen |

| Wohra: Einwohnerzahlen von 1781 bis 2014 | Wohra: Einwohnerzahlen von 1781 bis 2014 | Wohra: Einwohnerzahlen von 1781 bis 2014 | Wohra: Einwohnerzahlen von 1781 bis 2014 | Wohra: Einwohnerzahlen von 1781 bis 2014 |
| --- | ---------------------------------------- | ---------------------------------------- | ---------------------------------------- | ---------------------------------------- |
| Jahr |                                          |                                          |                                          | Einwohner                                |
| 1781 | 1781                                     |                                          | 478                                      | 478                                      |
| 1800 | 1800                                     |                                          | ?                                        | ?                                        |
| 1834 | 1834                                     |                                          | 678                                      | 678                                      |
| 1840 | 1840                                     |                                          | 685                                      | 685                                      |
| 1846 | 1846                                     |                                          | 707                                      | 707                                      |
| 1852 | 1852                                     |                                          | 702                                      | 702                                      |
| 1858 | 1858                                     |                                          | 688                                      | 688                                      |
| 1864 | 1864                                     |                                          | 703                                      | 703                                      |
| 1871 | 1871                                     |                                          | 628                                      | 628                                      |
| 1875 | 1875                                     |                                          | 526                                      | 526                                      |
| 1885 | 1885                                     |                                          | 547                                      | 547                                      |
| 1895 | 1895                                     |                                          | 563                                      | 563                                      |
| 1905 | 1905                                     |                                          | 635                                      | 635                                      |
| 1910 | 1910                                     |                                          | 609                                      | 609                                      |
| 1925 | 1925                                     |                                          | 629                                      | 629                                      |
| 1939 | 1939                                     |                                          | 636                                      | 636                                      |
| 1946 | 1946                                     |                                          | 990                                      | 990                                      |
| 1950 | 1950                                     |                                          | 1.030                                    | 1.030                                    |
| 1956 | 1956                                     |                                          | 905                                      | 905                                      |
| 1961 | 1961                                     |                                          | 861                                      | 861                                      |
| 1967 | 1967                                     |                                          | 922                                      | 922                                      |
| 1980 | 1980                                     |                                          | ?                                        | ?                                        |
| 1990 | 1990                                     |                                          | ?                                        | ?                                        |
| 1999 | 1999                                     |                                          | 1.064                                    | 1.064                                    |
| 2011 | 2011                                     |                                          | 933                                      | 933                                      |
| 2014 | 2014                                     |                                          | 1.100                                    | 1.100                                    |
| Datenquelle: Historisches Gemeindeverzeichnis für Hessen: Die Bevölkerung der Gemeinden 1834 bis 1967. Wiesbaden: Hessisches Statistisches Landesamt, 1968. Weitere Quellen: ; Zensus 2011; nach 1970 Gemeinde Wohratal: |                                          |                                          |                                          |                                          |

#### Historische Religionszugehörigkeit
Quelle: Historisches Ortslexikon
| • 1861: | 546 evangelisch-lutherische (= 74,39 %), 144 evangelisch-reformierte (= 19,62 %), 44 jüdische (= 5,99 %) Einwohner |
| • 1885: | 510 evangelische (= 93,24 %), ein anderer christlich-konfessioneller (= 0,18 %), 36 jüdische (= 6,58 %) Einwohner  |
| • 1961: | 816 evangelische (= 94,77 %), 43 katholische (= 4,99 %) Einwohner                                                  |

#### Historische Erwerbstätigkeit
| • 1781: | Erwerbspersonen: 1 Wagner, 2 Schreiner, 1 Schuhmacher, 1 Schneider, 2 Leineweber, 1 Wirt, 1 Handelsjude, 1 Schlachter, 3 Tagelöhner, 3 Spinnerinnen. |
| • 1838  | Familien: 56 Ackerbau, 10 Gewerbe, 10 Tagelöhner |
| • 1961: | Erwerbspersonen: 204 Land- und Forstwirtschaft, 180 Produzierendes Gewerbe, 44 Handel und Verkehr, 33 Dienstleistungen und Sonstiges                 |